# Dutch John
Dutch John – jednostka osadnicza w Stanach Zjednoczonych, w stanie Utah, w hrabstwie Daggett.